# مازپا (مینه‌سوتا)
مازپا، مینه‌سوتا (به انگلیسی: Mazeppa, Minnesota) یک شهر در ایالات متحده آمریکا است که در Wabasha County واقع شده‌است.

## خصوصیات
مازپا ۲٫۸۲ کیلومترمربع مساحت و ۸۴۲ نفر جمعیت دارد و ۲۹۱ متر بالاتر از سطح دریا واقع شده‌است.